# 小直径爆弾

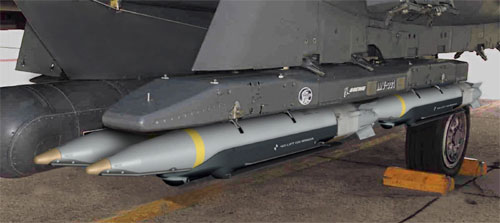
BRU-61に取り付けられた4発のGBU-39 SDB

小直径爆弾（しょうちょっけいばくだん、Small Diameter Bomb, SDB）は、アメリカ合衆国製の航空爆弾の一種である。20世紀末から開発が始められ、2009年にはすでに米軍により戦争で使用されている。SDBには"GBU-39/B"と"GBU-40/B"が存在しており、いずれも細長い弾体に展張式の翼を備えた滑空式の誘導爆弾である。

## 開発の経緯

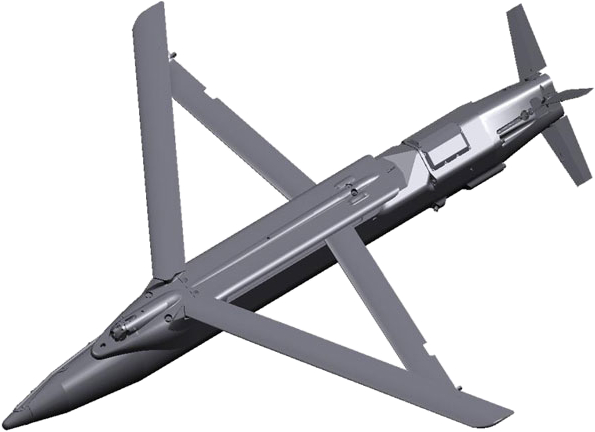
GBU-39 SDB

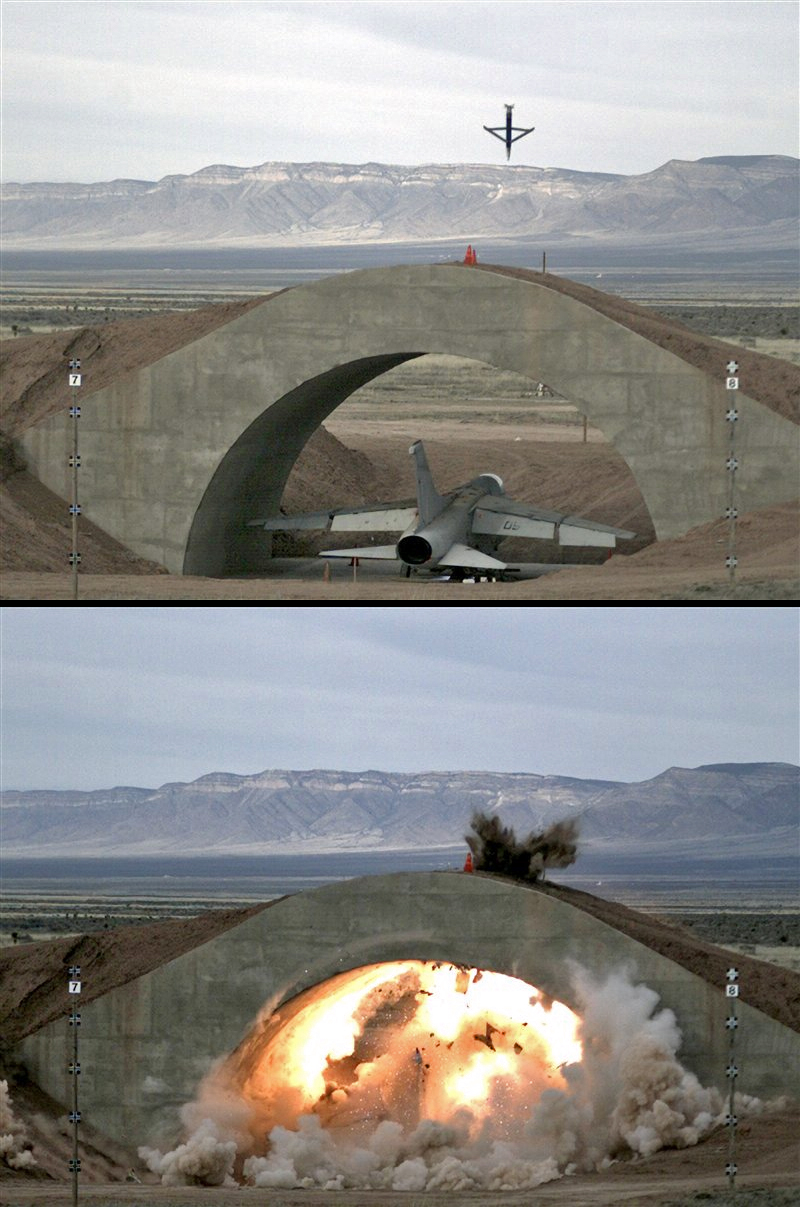
GBU-39 SDBの着弾の瞬間

1998年に米空軍の航空戦闘コマンド（Air Combat Command, ACC）の主導で、新たに小型の航空爆弾を生み出す"Small Bomb System"（SBS）計画として開発が始まり、また、同時期に空軍ライト研究所でもミニチュア化爆薬実証（Miniaturized Munitions Technology Demonstration, MMTD）による研究が進められていた。
2001年に米ボーイング社がSDBの開発契約を獲得した。契約には、2種のSDBとキャリッジ、支援システムが含まれていた。2001年10月に公式にSDBの開発計画は開始され、2005年9月に実用試験が開始された。2006年9月6日に評価部隊にGBU-39/Bが引き渡された。
2006年10月5日に、ACCからGBU-39/Bの正式実用化が発表された。その後、機能向上版が開発され、"SDB I"や"SDB II"と呼ばれるものが作られている。

## 特徴

### 細い弾体と翼
SDBは、強固な頭部を備えた細く長い弾体という特徴を持つ。弾頭部を強固にするため、誘導部や信管は後部に集められている。弾体の背部に細い翼を持ち、投下された後、空中で菱形に展開して空力を受けて滑空する。細い弾体は、ステルス機の機内搭載を考慮して開発された可能性も強い。

### 誘導装置
誘導装置は、2種のSDBで違いがある。
GBU-39/B
投下後、GPSによる衛星測位システムの電波情報によって母機から投下前に設定された目標座標へ誘導される。GPS ナブスター衛星からの電波が受信不能な場合には、母機投下位置から積算される簡易INS（慣性航法システム）による誘導が使用される。
GBU-40/B
GBU-39/Bと同様のGPS/INSによる誘導に加えて、自動目標識別式の赤外線誘導シーカーを備え、高精度な終末誘導を行う。"GBU-40/B"は、戦闘車両のような熱を発する移動目標攻撃用だとされる。

## 配備
GBU-39/Bの発注予定数は24,000発、キャリッジは2,000基だとされる。

## SDB I/SDB II
現在、基本型となる"SDB"の他に、新たに"SDB I"と"SDB II"の開発と試験が行われている。SDB Iは、小さな加害半径によって付随被害の局限化を図った誘導爆弾であり、高密度不活性金属爆薬（DIME）を使用していると思われる。SDB IIは、前者2つの先端形状が細く尖っているのに対して太く丸い形状をしており、ここにマルチセンサーを搭載して精密誘導を可能にしている。